# الحسن بن رشيق
أبو محمد الحسن بن رشيق العسكري المصري، (صفر 283 هـ / 896م - جمادى الآخرة 370 هـ / 981م) من أئمة الحديث، وهو ثقة، ولد في صفر سنة ثلاث وثمانين ومائتين، ينسب إلى عسكر مصر. سمع الحديث وهو مراهق، وطال عمره، وعلا إسناده، وكان ذا فهم ودراية، توفي في جمادى الآخرة سنة سبعين وثلاثمائة.

## روايته للحديث
- روى عن: أحمد بن حماد زغبة، ومحمد بن عثمان بن سعيد السراج ومحمد بن رزيق بن جامع المديني وأبي الرقراق أحمد بن محمد المعلم وأبي عبد الرحمن النسائي فأكثر وعلي بن سعيد بن بشير الرازي وأبي دجانة أحمد بن إبراهيم المعافري والمفضل بن محمد الجندي وعبد السلام بن أحمد بن سهيل وأحمد بن محمد بن يحيى الأنماطي ويموت بن المزرع وآخرون سواهم.

- روى عنه: الدارقطني وعبد الغني بن سعيد وعبد الرحمن بن النحاس وإسماعيل بن عمرو الحداد ويحيى بن علي الطحان ومحمد بن المغلس الداودي ومحمد بن جعفر بن أبي الذكر وعلي بن ربيعة التميمي وأبو القاسم علي بن محمد الفارسي ومحمد بن الحسين الطفال، وناس من المغاربة.[2]
- الجرح والتعديل: قال الذهبي: محدث صادق، وقال عبد الرحيم العراقي: ثقة لا بأس به. وقال يحيى بن الطحان: روى عن خلق لا أستطيع ذكرهم، ما رأيت عالما أكثر حديثا منه.[2]